# Meio de pagamento eletrônico
Sistema de pagamento eletrônico é um sistema de liquidação de bens e serviços pela Internet entre organizações financeiras, organizações comerciais e usuários da Internet. Esses sistemas são versões eletrônicas de sistemas de pagamento em massa e são divididos nos seguintes tipos de acordo com a implementação do pagamento: 
- débito (cheques eletrônicos e transações digitais);
- crédito (venda com cartões de crédito).

Segundo pesquisa da Nuvemshop, a escassez no número de métodos de pagamento é o que leva grande parte dos consumidores a não concluir suas compras online. 